# ديك تايلور
ديك تايلور (بالإنجليزية: Dick Taylor)‏ (و. 1918 – 1995 م) هو لاعب كرة قدم، ومدرب كرة قدم، من المملكة المتحدة، ولد في ولفرهامبتن، يلعب كقلب الدفاع (كرة القدم)، توفي عن عمر يناهز 77 عاماً.

## روابط خارجية
- ديك تايلور على موقع قاعدة بيانات كرة القدم.إي يو (الإنجليزية)
- ديك تايلور على موقع Soccerbase.com (مدرب) (الإنجليزية)